# 드라큘라 (1992년 영화)
《드라큘라》(영어: Bram Stocker's Dracula)는 1992년에 개봉된 공포/스릴러 영화이다. 제작 과정을 기록한 영상 작업일기인 26분 짜리 TV 다큐멘터리 《Making 'Bram Stoker's Dracula'》(1992)가 있다.

## 줄거리
1462년, 블라드 드라큘라는 오스만 제국과의 전쟁에서 승리하고 돌아와서 적들이 자신의 죽음을 거짓으로 보고했음을 알게 되자 사랑하는 아내 엘리사베타가 자살한 것을 발견한다. 루마니아 정교회의 사제는 자살했기 때문에 아내의 영혼이 지옥에 떨어졌다고 말한다. 분노한 블라드는 예배당을 모독하고 하느님을 부정하며, 모든 어둠의 힘으로 엘리사베타의 복수를 위해 무덤에서 일어날 것이라고 선언한다. 그는 칼을 예배당의 돌 십자가에 박아 넣고 거기서 쏟아지는 피를 마셔 흡혈귀가 된다.
1897년, 변호사 조너선 하커는 트란실바니아의 드라큘라 백작을 동료인 R. M. 렌필드로부터 의뢰인으로 받게 되는데, 렌필드는 정신이 이상해져 현재 잭 시워드 박사의 정신병원에 수감되어 있다. 조너선은 런던에서 드라큘라의 부동산 취득을 주선하기 위해 트란실바니아에 있는 드라큘라 성으로 여행한다. 거기서 그는 드라큘라를 만나는데, 드라큘라는 약혼녀인 미나 머레이의 사진을 발견하고 그녀가 엘리사베타의 환생이라고 믿는다. 드라큘라는 자신의 신부들이 조너선을 잡아먹게 하고, 자신은 트란실바니아 흙을 싣고 영국으로 항해하여 최근에 구입한 카팩스 수도원에 거처를 마련한다.
런던에서 드라큘라는 최면을 걸어 미나의 가장 친한 친구인 루시 웨스턴라를 유혹하고 물어뜯는다. 미나는 조너선이 트란실바니아에 있는 동안 루시와 함께 지내고 있었다. 루시의 건강 악화와 행동 변화는 그녀의 옛 구혼자들인 퀸시 모리스와 시워드 박사, 그리고 그녀의 약혼자 아서 홈우드로 하여금 시워드의 멘토인 에이브러햄 반 헬싱 박사를 부르게 하는데, 반 헬싱은 루시가 흡혈귀의 희생자임을 알아차린다. 낮에는 젊고 잘생긴 모습으로 나타난 드라큘라는 미나를 만나 매혹시킨다. 미나는 드라큘라에게 감정을 느끼고, 여러 외출에 동행한다. 성을 탈출하고 수녀원에서 회복한 조너선으로부터 소식을 받은 미나는 그와 결혼하기 위해 루마니아로 여행한다. 상심한 드라큘라는 루시를 흡혈귀로 변신시킨다. 반 헬싱, 홈우드, 시워드, 모리스는 다음날 밤 언데드 루시를 죽인다.
조너선과 미나가 런던으로 돌아온 후, 조너선과 반 헬싱은 다른 사람들을 이끌고 카팩스 수도원으로 가서 드라큘라 백작의 흙 상자를 파괴한다. 드라큘라는 정신병원에 들어가 미나에게 자신의 존재를 경고한 렌필드를 죽인다. 그는 시워드의 숙소에 머물고 있는 미나를 찾아가 자신이 루시를 살해하고 미나의 친구들을 공포에 떨게 했다고 고백한다. 처음에는 격노했지만 미나는 여전히 그를 사랑하고 엘리사베타의 전생을 기억한다고 인정한다. 그녀의 고집에 드라큘라는 그녀를 흡혈귀로 변신시키기 시작한다. 사냥꾼들이 침실로 들이닥치고, 드라큘라는 미나를 자신의 신부로 주장한 후 도망친다. 미나가 변해가는 동안, 반 헬싱은 그녀를 최면을 걸어 드라큘라와의 연결을 통해 그가 마지막 남은 상자 안에서 집으로 항해하고 있음을 알아낸다. 사냥꾼들은 그를 가로채기 위해 바르나로 떠나지만, 드라큘라는 미나의 마음을 읽고 그들을 피한다. 사냥꾼들은 흩어지고, 반 헬싱과 미나는 보르고 고개와 성으로 여행하며, 다른 사람들은 드라큘라를 운반하는 롬인들을 막으려 한다.
밤에 반 헬싱과 미나에게 드라큘라의 신부들이 다가온다. 미나는 그들의 노래에 굴복하고 반 헬싱을 유혹하려 한다. 미나가 그의 피를 마시기 전에 반 헬싱은 그녀의 이마에 성찬용 웨이퍼를 올려 변신을 늦추는 흔적을 남긴다. 그는 신부들로부터 그들을 보호하기 위해 불의 고리로 그들을 둘러싸고, 다음날 아침 신부들을 죽인다. 드라큘라의 마차가 사냥꾼들에게 쫓기며 성에 도착한다. 사냥꾼들과 롬인들 사이에 싸움이 벌어진다. 모리스는 등에 치명적인 칼을 맞고, 드라큘라는 해질녘 관에서 뛰쳐나온다. 조너선은 쿠크리 칼로 그의 목을 긋고, 모리스는 부이 나이프로 그의 심장을 찌른다. 반 헬싱과 조너선은 미나가 백작과 함께 물러나게 하고, 모리스는 친구들의 위로를 받으며 시워드의 품에서 죽는다.
하느님을 부정했던 예배당에서 드라큘라는 죽어가고 있다. 그와 미나는 키스를 나누고, 예배당을 장식하는 촛불이 켜지고 십자가는 스스로 복구된다. 드라큘라는 젊은 시절의 자신으로 돌아가 미나에게 평화를 달라고 부탁한다. 미나는 칼을 그의 심장에 꽂고 그가 죽어가자 그녀의 이마에 있던 흔적이 사라져 저주에서 해방된다. 그녀는 그리고 그의 목을 자르고, 블라드와 엘리사베타가 함께 천국으로 올라가는 프레스코화를 올려다보며 마침내 재회한다.

## 배역
- 게리 올드먼 - 드라큘라
- 위노나 라이더 - 미나 머리 / 엘리자베스
- 앤서니 홉킨스 - 에이브러햄 밴 헬싱 교수
- 키아누 리브스 - 조너선 하커
- 리처드 E. 그랜트 - 닥터 잭 시워드
- 캐리 엘위스 - 아서 홀름우드 영주
- 빌리 캠벨 - 퀸시 P. 모리스
- 새디 프로스트 - 루시 워스턴라
- 톰 웨이츠 - R.M. 렌필드

## 한국판 성우진

### KBS (1997년 7월 12일)
- 장광 - 드라큘라(게리 올드먼)
- 함수정 - 미나(위노나 라이더)
- 이완호 - 반헬싱(앤서니 홉킨스)
- 장세준 - 조나단(키아누 리브스)
- 김익태 - 잭(리처드 E. 그랜트)
- 김태웅 - 아더(캐리 엘위스)
- 한호웅 - 퀸시(빌리 캠벨)
- 김혜미 - 루시(새디 프로스트)
- 강구한 - 렌필드(톰 웨이츠) / 반헬싱의 조수(컬리 프레드릭센)
- 이종구 - 호킨스(제이 로빈슨)
- 손선근 - 목사(옥타비안 카디아) / 루시의 집사(I. M. 홉슨)
- 이선 - 드라큘라의 아내(모니카 벨루치)

### MBC (2001년 8월 18일)
- 박지훈 - 드라큘라(게리 올드먼)
- 송도영 - 미나 머레이(위노나 라이더)
- 황일청 - 반 헬싱(앤서니 홉킨스)
- 안지환 - 조나단(키아누 리브스)
- 권혁수 - 잭 시워드(리처드 E. 그랜트)
- 기경옥 - 루시 워스턴라(새디 프로스트)
- 이인성
- 주현영
- 김호성
- 변종필
- 송준석
- 최한